# 운데케인
운데케인(undecane) 또는 운데칸은 분자식 C11H24, 축약구조식(Condensed structural fomula) CH3(CH2)9CH3을 갖는 알케인으로, 159가지의 이성질체를 가지고 있다.

## 같이 보기
- 사이클로운데케인